# 800 metros
 800 metros é uma distância olímpica clássica do atletismo, disputada desde os primeiros Jogos Olímpicos realizados em Atenas 1896. Consiste em duas voltas na pista oficial de atletismo, que mede 400 metros. É considerada uma prova de meio-fundo. É uma prova que exige grande capacidade psicológica e mental para suportar e aumentar com eficiência a alta velocidade que a distância exige.
A prova tem registros de ter sido disputada desde a Antiguidade, nos Jogos Istmios, Nemeus e Panatenáicos, mas nunca fez parte dos antigos Jogos Olímpicos. Era conhecida como “Hippios” e aparentemente era a mesma distância (± 740 metros) das corridas pelos cavalos, por isso o nome de "Hippos" (cavalo).
Os 800 metros fazem parte do programa olímpico desde a primeira edição da era moderna em Atenas, 1896. O primeiro campeão olímpico foi o australiano Teddy Flack. Para mulheres, a prova foi disputada pela primeira vez em Amsterdã 1928. A primeira campeã olímpica foi Lina Radke da Alemanha, numa prova que acabou por ser muito polêmica. Todas as atletas que acabaram a prova mostraram tantos sinais de exaustão à chegada da meta que o Comité Olímpico Internacional decidiu banir corridas para mulheres com distâncias superiores a 200 metros. Os 800 metros femininos só voltaram aos Jogos em Roma 1960.
O atual recorde mundial e olímpico da prova é do queniano David Rudisha, ao conquistar a medalha de ouro em Londres 2012 com a marca de 1m40s91; nesta final olímpica, considerada a maior prova de 800 m da história, sete dos oito atletas fizeram a sua melhor marca pessoal e vários recordes nacionais foram batidos. Ela é considerada pela Federação Internacional de Atletismo – IAAF, a prova pela qual os Jogos Olímpicos de Londres de 2012 serão lembrados no futuro. Entre as mulheres, o recorde mundial – 1:53.28 – pertence à tcheca Jarmila Kratochvilova desde 26 de julho de 1983 e é o mais antigo recorde mundial existente no atletismo.; o recorde olímpico, da soviética Nadiya Olizarenko – 1:53:43 – de Moscou 1980, se mantém em vigor há 35 anos.
O brasileiro Joaquim Cruz foi campeão olímpico nesta prova em Los Angeles 1984 e medalha de prata em Seul 1988. A atleta lusófona mais destacada nos 800 metros é a moçambicana Maria de Lurdes Mutola, três vezes campeã do mundo e campeã olímpica em Sydney 2000.

## Recordes
De acordo com a Federação Internacional de Atletismo – IAAF.
Homens
| Recorde          | Tempo   | Atleta        | País   | Data          | Local        |
| Recorde mundial  | 1:40.91 | David Rudisha | Quénia | 9 agosto 2012 | Londres      |
| Recorde olímpico | 1:40.91 | David Rudisha | Quénia | 9 agosto 2012 | Londres 2012 |

Mulheres
| Recorde          | Tempo   | Atleta                | País                                        | Data          | Local       |
| Recorde mundial  | 1:53.28 | Jarmila Kratochvilova | República Checa                             | 26 julho 1983 | Munique     |
| Recorde olímpico | 1:53.43 | Nadiya Olizarenko     | União das Repúblicas Socialistas Soviéticas | 27 julho 1980 | Moscou 1980 |

## Melhores marcas mundiais
As marcas abaixo são de acordo com a World Athletics.

### Homens
| Posição | Tempo   | Atleta            | País      | Data             | Local    |
| ------- | ------- | ----------------- | --------- | ---------------- | -------- |
| 1       | 1:40.91 | David Rudisha     | Quénia    | 9 agosto 2012    | Londres  |
| 2       | 1:41.01 | David Rudisha     | Quénia    | 29 agosto 2010   | Rieti    |
| 3       | 1:41.09 | David Rudisha     | Quénia    | 22 agosto 2010   | Berlim   |
| 4       | 1:41.11 | Wilson Kipketer   | Dinamarca | 24 agosto 1997   | Köln     |
| 4       | 1:41.11 | Emmanuel Wanyonyi | Quénia    | 22 agosto 2024   | Lausanne |
| 6       | 1:41.19 | Emmanuel Wanyonyi | Quénia    | 10 agosto 2024   | Paris    |
| 7       | 1:41.20 | Marco Arop        | Canadá    | 10 agosto 2024   | Paris    |
| 8       | 1:41.24 | Wilson Kipketer   | Dinamarca | 13 agosto 1997   | Zurique  |
| 9       | 1:41.33 | David Rudisha     | Quénia    | 10 setembro 2011 | Rieti    |
| 10      | 1:41.44 | Emmanuel Wanyonyi | Quénia    | 11 julho 2025    | Mônaco   |

### Mulheres
| Posição | Tempo   | Atleta                | País                                        | Data            | Local     |
| ------- | ------- | --------------------- | ------------------------------------------- | --------------- | --------- |
| 1       | 1:53.28 | Jarmila Kratochvilova | República Checa                             | 26 julho 1983   | Munique   |
| 2       | 1:53.43 | Nadezhda Olizarenko   | União das Repúblicas Socialistas Soviéticas | 27 julho 1980   | Moscou    |
| 3       | 1:54.01 | Pamela Jelimo         | Quénia                                      | 29 agosto 2008  | Zurique   |
| 4       | 1:54.25 | Caster Semenya        | África do Sul                               | 30 junho 2018   | Paris     |
| 5       | 1:54.44 | Ana Quirot            | Cuba                                        | 9 setembro 1989 | Barcelona |
| 6       | 1:54.60 | Caster Semenya        | África do Sul                               | 20 julho 2018   | Mônaco    |
| 7       | 1:54.61 | Keely Hodgkinson      | Reino Unido                                 | 20 julho 2024   | Londres   |
| 8       | 1:54.68 | Jarmila Kratochvilova | República Checa                             | 9 agosto 1983   | Helsinque |
| 9       | 1:54.74 | Keely Hodgkinson      | Reino Unido                                 | 16 agosto 2025  | Chorzów   |
| 10      | 1:54.77 | Caster Semenya        | África do Sul                               | 9 setembro 2018 | Ostrava   |

## Melhores marcas olímpicas
As marcas abaixo são de acordo com o Comitê Olímpico Internacional – COI.

### Homens
| Posição | Tempo   | Atleta            | País           | Medalha | Local        |
| ------- | ------- | ----------------- | -------------- | ------- | ------------ |
| 1       | 1:40.91 | David Rudisha     | Quénia         | ouro    | Londres 2012 |
| 2       | 1:41.19 | Emmanuel Wanyonyi | Quénia         | ouro    | Paris 2024   |
| 3       | 1:41.20 | Marco Arop        | Canadá         | prata   | Paris 2024   |
| 4       | 1:41.50 | Djamel Sedjati    | Argélia        | bronze  | Paris 2024   |
| 5       | 1:41.67 | Bryce Hoppel      | Estados Unidos |         | Paris 2024   |
| 6       | 1:41.73 | Nijel Amos        | Botsuana       | prata   | Londres 2012 |
| 7       | 1:42.08 | Mohamed Attaoui   | Espanha        |         | Paris 2024   |
| 8       | 1:42.14 | Gabriel Tual      | França         |         | Paris 2024   |
| 9       | 1:42.15 | David Rudisha     | Quénia         | ouro    | Rio 2016     |
| 10      | 1:42.53 | Timothy Kitum     | Quénia         | bronze  | Londres 2012 |

### Mulheres
| Posição | Tempo   | Atleta            | País                                        | Medalha | Local          |
| ------- | ------- | ----------------- | ------------------------------------------- | ------- | -------------- |
| 1       | 1:53.43 | Nadiya Olizarenko | União das Repúblicas Socialistas Soviéticas | ouro    | Moscou 1980    |
| 2       | 1:54.81 | Olga Mineyeva     | União das Repúblicas Socialistas Soviéticas | prata   | Moscou 1980    |
| 3       | 1:54.87 | Pamela Jelimo     | Quénia                                      | ouro    | Pequim 2008    |
| 4       | 1:54.94 | Tatyana Kazankina | União das Repúblicas Socialistas Soviéticas | ouro    | Montreal 1976  |
| 5       | 1:55.21 | Athing Mu         | Estados Unidos                              | ouro    | Tóquio 2020    |
| 6       | 1:55.28 | Caster Semenya    | África do Sul                               | ouro    | Rio 2016       |
| 7       | 1:55.42 | Nikolina Shtereva | Bulgária                                    | prata   | Montreal 1976  |
| 8       | 1:55.54 | Ellen van Langen  | Países Baixos                               | ouro    | Barcelona 1992 |
| 9       | 1:55.60 | Elfi Zinn         | Alemanha Oriental                           | bronze  | Montreal 1976  |
| 10      | 1:55.74 | Anita Weiss       | Alemanha Oriental                           |         | Montreal 1976  |

* A russa Liliya Nurutdinova competiu em Barcelona 1992 pela Equipe Unificada da Comunidade dos Estados Independentes (CEI).

## Marcas da lusofonia
| País                | Masculino | Atleta             | Ano  | Local         | Feminino | Atleta             | Ano  | Local         |          |
| Brasil              | 1:41.77   | Joaquim Cruz       | 1984 | Colônia       | 1:58.27  | Luciana de Paula   | 1994 | Hechtel-Eksel | [ 13 ]   |
| Portugal            | 1:44.91   | Rui Silva          | 2002 | San Sebastian | 1:58.94  | Carla Sacramento   | 1997 | Zurique       | [ 14 ]   |
| Moçambique          | 1:46.32   | Alberto Mamba      | 2016 | Oslo          | 1:55.19  | Maria Mutola       | 1994 | Zurique       | :620,759 |
| Angola              | 1:47.54   | João Ntiyamba      | 1992 | Bellevue      | 2:06.53  | Liliana Silva      | 2006 | Luso          | [ 16 ]   |
| Cabo Verde          | 1.49.94   | Samuel Freire      | 2017 | Lisboa        | 2:05.76  | Carla Mendes       | 2019 | Barcelona     | :619,758 |
| Guiné-Bissau        | 1:50.50   | Danilson Ricciulli | 2002 | Funchal       | 2:13.59  | Anhel Alberta Capé | 2000 | Braga         | :619,758 |
| São Tomé e Príncipe | 1:52.8    | António Paraiso    | 1981 | Luanda        | 2:09.38  | Euridice Borges    | 2000 | Alger         | :620,759 |
| Timor-Leste         | 1:56.6    | Bader Atamimi      | 1989 | Jacarta       | 2:08.07  | Jeseltina          | 1991 | Bali          | :620,759 |